# Maurice Nicoll
Pour les articles homonymes, voir Nicoll.
Ne doit pas être confondu avec Maurice Nicolle.
Œuvres principales
- Psychological Commentaries on the Teaching of Gurdjieff and Ouspensky

Henry Maurice Dunlop Nicoll, né le 19 juillet 1884 à Kelso (Écosse) et mort le 30 août 1953 à Great Amwell, près de Londres (Royaume-Uni), est un psychiatre, écrivain et enseignant britannique. Il appartient au mouvement de la Quatrième voie.

## Biographie

### Jeunesse
Maurice Nicoll nait le 19 juillet 1884, à The Manse, Kelso (Écosse). Il est le fils de William Robertson Nicoll, pasteur de l'Église protestante écossaise libre d'Écosse, écrivain et fondateur de The British Weekly. Il passe son enfance à Hampstead (Londres). Dans la maison de son père, il a l'occasion de rencontrer de nombreuses personnalités contemporaines, telles Lloyd George, Asquith, l'écrivain James Barrie, Winston Churchill et Riddell. 
Il étudie, sur les conseils de son père et sa belle-mère, les sciences au Caius College, à Cambridge, avant de rejoindre l'hôpital Saint Barthélémy, où il obtient son diplôme de médecine. Il se rend ensuite, contre l'avis de son père, à Vienne, Paris, Berlin et Zurich, pour y étudier la psychologie. Il est le collègue de Carl Gustav Jung durant la première décennie du XXe siècle. Les révélations psychologiques de Jung et son propre travail avec ce dernier, durant cette période, laissent une impression durable au jeune Nicoll. 
Il effectue son service militaire, durant la Première Guerre mondiale, comme capitaine du corps médical de l'armée britannique, à Gallipoli, en Turquie, où il dirige un hôpital, et en Mésopotamie. Il rentre ensuite à Londres, en Angleterre, où il commence une activité de psychiatre et de médecin psychologue. Son cabinet est établi à Harley street, et il travaille à l'hôpital de l'Empire, avec le docteur George Riddoch. En 1917, il écrit Dream Psychology, l'un des premiers livres sur l'interprétation jungienne des rêves.  

### Le disciple de Gurdjieff
En 1920, il épouse Catherine Champion. Les jeunes mariés passent leur lune de miel chez Carl et Emma Jung. En 1921, alors que Jung vient de lui proposer d'être son représentant en Angleterre, il rencontre, lors d'une conférence, Piotr Demianovich Ouspensky, un élève et collègue de G. I. Gurdjieff. L'année suivante, Maurice Nicoll abandonne la pratique médicale et s'installe, avec son épouse Catherine et sa fille Jane, au Château du Prieuré, à Avon, près de Fontainebleau (France) où il devient un élève de Gurdjieff à l'Institut pour le développement harmonieux de l'homme, qui accueille alors une trentaine de membres, dont Mary Bell et le Dr James Carruthers Young. Il passe ses journées à des nombreuses tâches pratiques (il est charpentier, homme à tout faire, cuisinier, gardien...) et ses soirées à des exercices spirituels. En 1923, Gurdjieff ferme son institut et Nicoll, épuisé par son année en France, retourne en Angleterre et rejoint le groupe de P. D. Ouspensky, dont il devient l'élève. Il est invité à enseigner le système à New York, avec A. R. Orage, mais décline la proposition. Avec Rodney Collin-Smith, un autre élève de Gurdjieff, il développe la méthode de l'ennéagramme.
En 1931, sur les conseils d'Ouspensky et avec le soutien constant de son épouse, il crée ses propres groupes d'étude en Angleterre, avec un programme d'étude destiné à transmettre les idées rassemblées par Nicoll et d'enseigner l'Œuvre. Maurice Nicoll assure des entretiens hebdomadaires avec son propre groupe, dont les réunions se tiennent dans un pub. La majorité des entretiens est enregistrée par sa secrétaire, Beryl Pogson, et publiée, entre 1949 et 1952, dans une série de textes en six volumes sous le titre de Commentaires psychologiques sur l'enseignement de Gurdjieff et Ouspensky (Psychological Commentaries on the Teaching of Gurdjieff and Ouspensky). Le groupe de Nicoll est, avec ceux de J. G. Bennett, Jane Heap et Piotr Ouspensky, un des quatre groupes britanniques suivant les enseignements de Gurdjieff.
Nicoll publie aussi, sous le pseudonyme de Martin Swayne, des livres et des histoires relatant ses expériences au Moyen-Orient. Après la Seconde Guerre mondiale, Maurice Nicoll achète une ferme à Great Amwell, où il crée une communauté vivant selon les préceptes de l'Œuvre.
Bien que Maurice Nicoll défende les théories de la Quatrième voie, qu'il enseigne à partir de 1935, il continue, jusqu'à sa mort, de s'intéresser aux principaux enseignements chrétiens (notamment la littérature gnostique et la Bible), au néoplatonisme, aux alchimistes, à certains écrits indiens, aux écrivains hermétiques, à la littérature soufie, aux mystiques chinois et à l'interprétation des rêves. Il étudie également les écrits d'Eckhart, Boehme, Blake et Swedenborg. Par ailleurs, il écrit de la poésie et joue de la guitare. Il meurt le 30 août 1953, à l'âge de 69 ans. Son dernier texte, inachevé, est daté du 20 août 1953.

## Œuvre de Maurice Nicoll
Maurice Nicoll est considéré comme un des plus éminents neurologues et psychologues du milieu du XXe siècle. Dans L'homme nouveau - Une interprétation de quelques paraboles et miracles du Christ, commentaire ésotérique sur les textes chrétiens et hébreux, Maurice Nicoll développe l'idée que l'homme doit développer ses potentialités dans l'optique de l'enseignement du Christ. Élevé dans la tradition chrétienne, il considère que l'Œuvre est la mise en pratique de l'enseignement chrétien. Pour lui, le Christ est la Vérité, et Jésus le Bien.
Par ailleurs, Nicoll s'élève contre la violence du rapport maître-élève de l'enseignement de Gurdjieff, et dans une moindre mesure, d'Ouspensky. À la différence de ce dernier, il insiste plus sur les sentiments que sur l'intellect. Dans la pratique de la psychologie, il défend l'existence d'états de conscience négatifs, contrairement à ce que la majorité des psychologues admet. L'identification de ces états, dans l'optique de les combattre, est une pièce maîtresse de la pensée de Nicoll. Son enseignement est basé sur l'existence de trois centres : intellectuel, émotionnel et instinctif. Selon lui, le comportement d'un individu est dicté par la domination d'un de ces centres sur les deux autres.

### Sous le nom de Maurice Nicoll
- 1917 - Dream Psychology.
- 1949-1952 - Psychological Commentaries on the Teaching of Gurdjieff and Ouspensky, 6 volumes.

volumes 1 à 3, éd. Vincent Stuart, Londres, 1952, 1 227 p.
volume 2.
volume 3.
volume 4, éd. Vincent Stuart, Londres, 1955, 269 p.
rééd. Bennett.
volume 5, éd. Vincent Stuart, Londres, 1956, 254 p.
rééd. en cinq volumes, Robinson & Watkins, Londres, 1972.
rééd. Robinson & Watkins, Londres, 1973.
rééd. Watkins, Londres, 1975.
réed. en six volumes, Shambhala, Boulder & Londres, broché, 1984.
réed. Shambhala, Boulder & Londres, 1985.
rééd. Shambhala, Boulder & Londres, 1986.
rééd. Shambhala, Boulder & Londres, 1987.
rééd. broché, janvier 1991.
rééd. Shambhala, Boston (États-Unis), 1996,  (ISBN 0-87728-910-7).
rééd. Samuel Weiser Inc., York Beach, Maine (États-Unis), 1996, relié,  (ISBN 0-87728-910-7).
version espagnole : Comentarios Psicologicos.
- 1950 - L'homme nouveau - Une interprétation de quelques paraboles et miracles du Christ, éd. de Tournadieu, 1991.

version anglaise, The New Man : An Interpretation of Some Parables and Miracles of Christ, éd. Stuart & Richard, Londres, 152 p., .
rééd. Hermitage House, New York, 1951.
rééd. Penguin, Baltimore, 1972, 184 p.
rééd. Watkins, Londres, 1981.
rééd. Shambhala, 12 avril 1984, 153 p., broché, 21,4 cm x 15 cm x 1,3 cm, 227 g,  (ISBN 0394723902),  (ISBN 978-0394723907).
rééd. broché, Londres, janvier 1991.
réed. Eurêka, Utrecht (Pays-Bas), 1999,  (ISBN 2-951-9622-1-5).
rééd. Bennett.
- 1952 - Living Time and the Integration of the Life, (écrit en 1929), éd. Vincent Stuart, Londres, 252 p.

rééd. Hermitage House, New York, 252 p.
rééd. Watkins, Londres, 1976, 252 p.,  (ISBN 0-7224-0146-9).
rééd. Weiser, New York, 1984.
rééd. Shambhala, Boulder, 1984, 252 p.,  (ISBN 0-87773 286 8).
rééd. Eurêka, Utrecht (Pays-Bas), 1998, 294 p.
rééd. Bennett.
- 1952 - The Mark, éd. Eurêka, Utrecht (Pays-Bas), .

rééd. Bennett.
- 1989 - Psychological Commentaries on the Teaching of Gurdijieff & Ouspensky: Index to Volumes One Through Five, 2 volumes, 138 p. et 106 p., broché, Londres, août 1989.
- 1996 - Simple Explanation of Work Ideas, éd. Ashgrove Press, Bath (Royaume-Uni).

rééd. Bennett.
- 2010 - The Blue Germ, broché, 7 mars 2010.

réed. 6 juillet 2010.
- Informal Work Talks and Teachings 1940-50, éd. Bennett.
- Notes Taken at Meetings, 1934, éd. Bennett.
- Selections from Meetings in 1953, éd. Bennett.

### Sous le pseudonyme de Martin Swayne
- 1911 - « A Game of Consequences », dans London Magazine, nouvelle, octobre 1911.
- 1912 - « The Black and Gold Curtain », dans London Magazine, nouvelle, avril 1912.
- 1913 - « The Mystery of the 'Vathek' », dans Pall Mall Magazine, nouvelle, janvier 1913.
- 1913 - « Life-Like », dans The Strand Magazine, nouvelle, février 1913.
- 1913 - « The Piano-tuner », dans London Magazine, nouvelle, avril 1913.
- 1913 - « Sir Clifford's Gorilla », dans The Strand Magazine, nouvelle, juillet 1913.
- 1913 - « The Alabaster Jar », dans The Strand Magazine, nouvelle, août 1913.
- 1913 - « The Flying Log », dans London Magazine, nouvelle, novembre 1913.
- 1913 - « The Corot Landscape », dans The Strand Magazine, nouvelle, novembre 1913.
- 1916 - « Half a Ton of Dynamite », dans The Strand Magazine, nouvelle, janvier 1916.
- 1917 - In Mesopotamia, éd. Hodder and Stoughton.

rééd. broché, 6 juillet 2010.
- 1918 - « The Sleep-Beam », dans The Strand Magazine, nouvelle, mars 1918.
- 1918 - « The Whistling », dans Lloyd's Magazine, nouvelle, octobre 1918.
- 1924 - « An Awkward Situation », dans The Strand Magazine, nouvelle, juillet 1924.
- 1924 - « A Sense of the Future », dans The Strand Magazine, nouvelle, août 1924.
- 1924 - « An Obvious Case », dans The Strand Magazine, nouvelle, octobre 1924.

### Avec Constance Nicoll
- Lord Richard in the Pantry, comédie.